# Ізюмський приладобудівний завод
Ізюмський приладобудівний завод — українське державне підприємство, що займається приладобудуванням і виробництвом оптичного скла.

## Історія
Розпорядження про будівництво заводу оптичного скла в Ізюмі було підписане у квітні 1916 року. В той час він називався Ізюмський завод оптичного скла (ІЗОС). Основоположниками вітчизняного оптичного скловаріння є професор хімії Г. Ю. Жуковський, фізик Біске, полковник головного артилерійського управління Добродумов, під науковим і господарським керівництвом яких 13 травня 1923 року було освоєно і зварене промисловим способом скло крон і флінт, що відповідало світовим стандартам.
У наступні три роки завод освоїв 18 марок скла, в тому числі й для військової техніки. На 1927 рік потреби всієї оптико-механічної промисловості СРСР в безбарвному оптичному склі були повністю задоволені. Відпала необхідність в його імпорті, на заводі було освоєно близько 40 марок оптичного скла. А до 1935 році була повністю задоволена потреба підприємств СРСР у кольоровому склі. У наступні роки роботу з оптичного скловаріння продовжили Дьомкіна та Павелл. Надалі завод було перейменовано в Ізюмський приладобудівний завод (ІПЗ) і на основі оптичного скловаріння на заводі розвивалося оптичне приладобудування.
У 2021 році завод представив високоточну оптико-прицільну станцію наведення ОПС-3 для військової техніки.
Під час російського вторгнення в квітні 2022 року місто Ізюм тимчасово опинилось під контролем російських загарбників. Ними завод було знищено авіабомбуванням та розграбовано.

## Продукція
Скло оптичне безбарвне, скло оптичне кольорове, геодезичні прилади, мікроскопи, прилади спостереження, кераміка, офтальмологічні лінзи, спецтехніка.

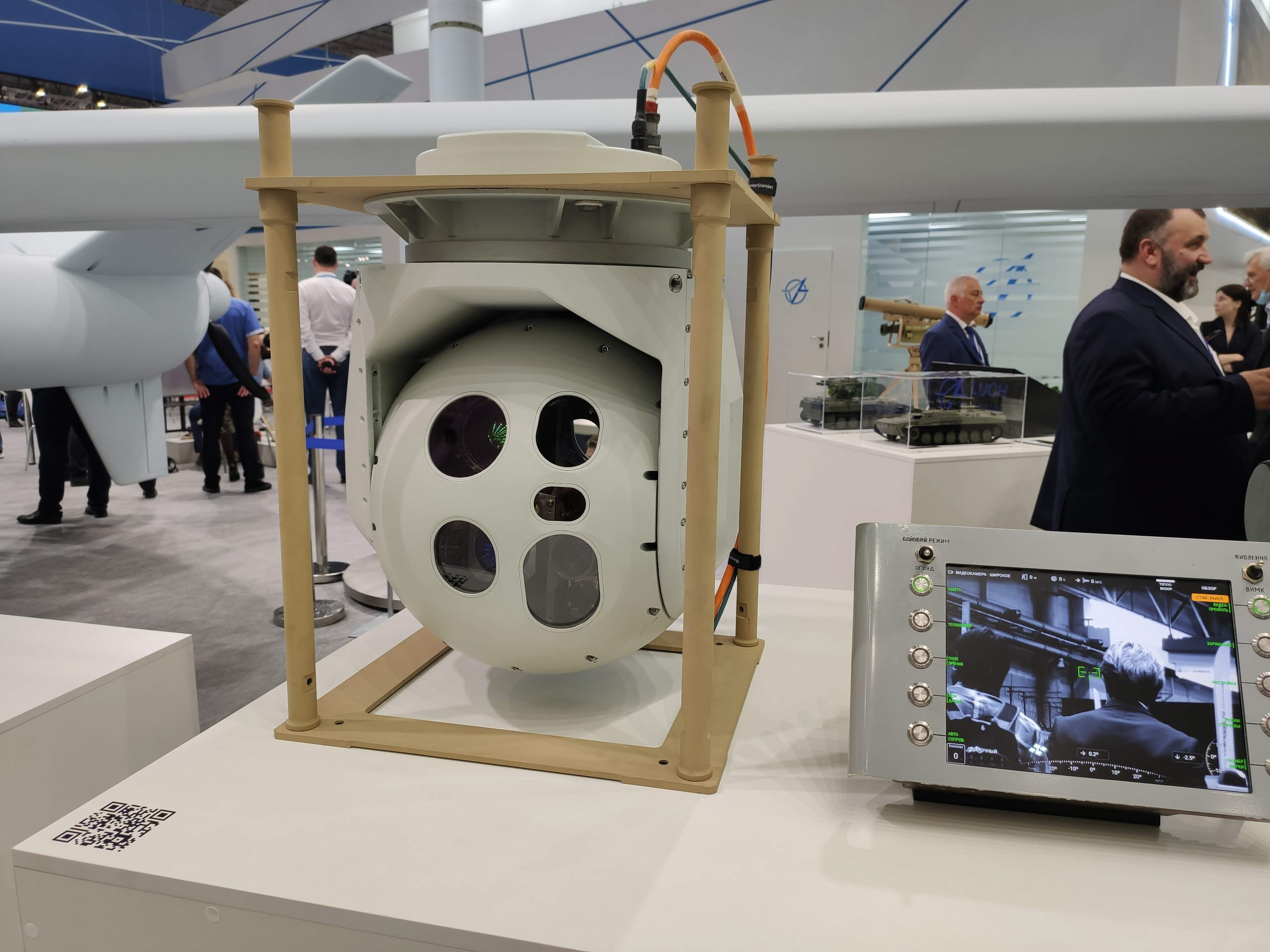
ОПСН-І
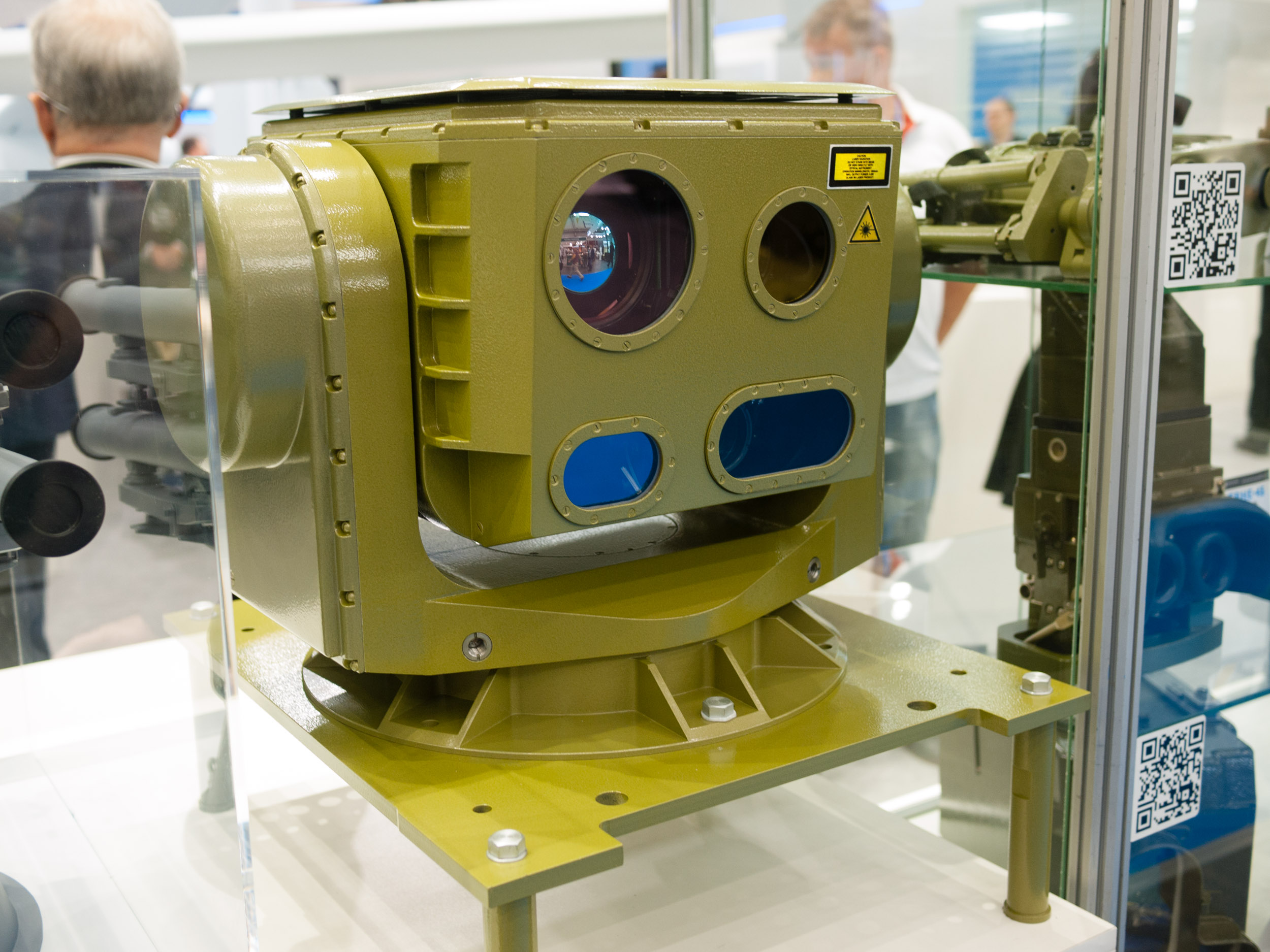
ОПС-3
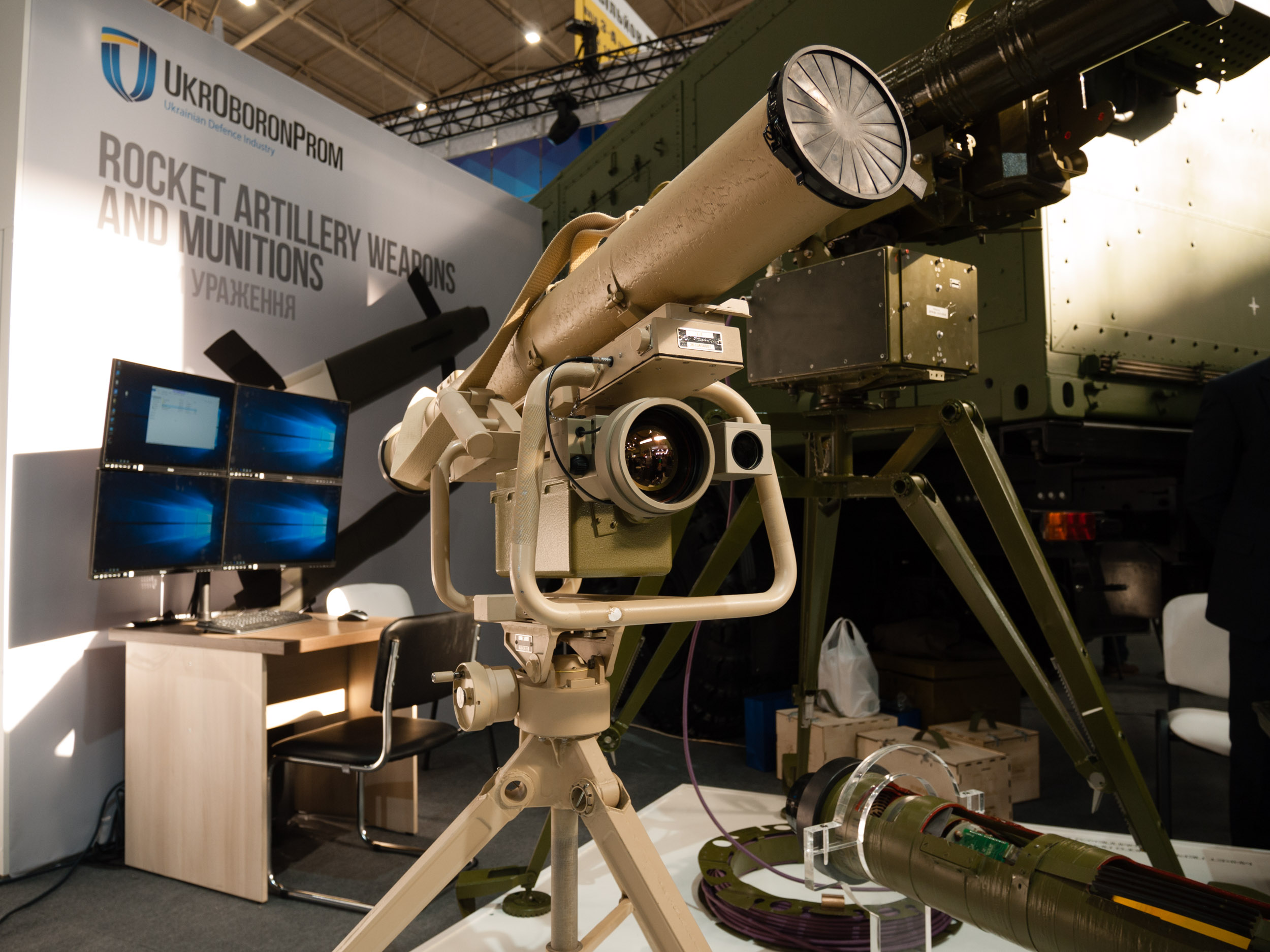
Тепловізійна камера для ПТРК «Корсар»